# Rhacophorus yinggelingensis
Rhacophorus yinggelingensis é uma espécie de anfíbio anuro da família Rhacophoridae. Está presente na China. A UICN classificou-a como vulnerável.